# چبیکا
چبیکا (به لاتین: Trzebica) یک سکونتگاه مسکونی در لهستان است که در Gmina Pacanów واقع شده‌است.

## خصوصیات
چبیکا ۲۲۴ نفر جمعیت دارد.